# Schweizer Filmpreis 2023
Die 26. Verleihung der Schweizer Filmpreise fand am 24. März 2023 im Bâtiment des Forces Motrices in Genf statt. Ausgezeichnet wurden Filme des Jahres 2022. Die Nominationen wurden im Januar 2023 im Rahmen der Solothurner Filmtage bekanntgegeben.
Die meisten Nominierungen, in sechs Kategorien, erhielt der Film Drei Winter, gefolgt von Die Linie und Unruh mit jeweils fünf Nominationen.
Für den Schweizer Filmpreis 2023 waren insgesamt 114 Filme zugelassen, die Filme wurden von den rund 500 Mitgliedern der Schweizer Filmakademie gesichtet und beurteilt. Das Eidgenössische Departement des Innern wählte eine fünfköpfige Kommission aus den Mitgliedern der Schweizer Filmakademie, diese sprachen die Nominationen basierend auf den Empfehlungen der Akademiemitglieder aus. Jurypräsident war Ivo Kummer, die Nominierungskommission setzte sich aus den Akademiemitgliedern Joël Jent, Timo von Gunten, Cristina Trezzini, Anna Luif und Délphine Jeanneret zusammen.
| Film        | Nominierungen | Auszeichnungen |
| ----------- | ------------- | -------------- |
| Drei Winter | 6             | 1              |
| Die Linie   | 5             | 3              |
| Unruh       | 5             | 1              |
| Foudre      | 3             | 2              |
| 99 Moons    | 2             | 0              |
| El Agua     | 2             | 0              |
| (Im)Mortels | 2             | 1              |

## Preisträger und Nominierte

### Bester Spielfilm
- Michael Koch für Drei Winter
  - Elena López Riera für El Agua
  - Carmen Jaquier für Foudre
  - Ursula Meier für Die Linie
  - Cyril Schäublin für Unruh

### Bester Dokumentarfilm
- Elena Avdija für Cascadeuses
  - Susanne Regina Meures für Girl Gang
  - Lila Ribi für (Im)Mortels
  - Tizian Büchi für L’Îlot
  - Eva Vitija für Loving Highsmith

### Bester Kurzfilm
- Juliana Fanjul und Rachel M’Bon für Je suis Noires
  - Benoît Monney für Action
  - Aurélie Oliveira Pernet für As Sacrificadas
  - Zoel Aeschbacher für Fairplay
  - Katia Scarton-Kim für Imani

### Bester Animationsfilm
- Jonathan Laskar für The Record
  - Marina Rosset für La Reine des Renards
  - Claude Luyet für Lucky Man

### Bestes Drehbuch
- Stéphanie Blanchoud, Ursula Meier und Antoine Jaccoud für Die Linie
  - Michael Koch für Drei Winter
  - Cyril Schäublin für Unruh

### Beste Darstellerin
- Stéphanie Blanchoud in Die Linie
  - Michèle Brand in Drei Winter
  - Valentina Di Pace in 99 Moons

### Bester Darsteller
- Manfred Liechti in Peter K. – Alleine gegen den Staat
  - Michael Neuenschwander in A Forgotten Man
  - Simon Wisler in Drei Winter

### Beste Nebenrolle
- Elli Spagnolo in Die Linie
  - Ueli Jäggi in Die goldenen Jahre
  - Ursina Lardi in La Dérive des Continents (aus Sud)

### Beste Filmmusik
- Nicolas Rabaeus für Foudre
  - Tobias Koch und Jannik Giger für Drei Winter
  - Stéphanie Blanchoud für Die Linie

### Beste Kamera
- Silvan Hillmann für Unruh
  - Yunus Roy Imer für 99 Moons
  - Marco Barberi für Jill

### Beste Montage
- Karine Sudan für (Im)Mortels
  - Raphaël Lefèvre für El Agua
  - Cyril Schäublin für Unruh

### Bester Ton
- Carlos Ibañez-Diaz und Denis Séchaud für Foudre
  - Jean-Pierre Gerth und Tobias Koch für Drei Winter
  - Roland Widmer für Unruh

### Bester Abschlussfilm
- Morgane Frund für Ours
  - Matthias Sahli und Immanuel Esser für Der Molchkongress
  - Matthias Joulaud und Lucien Roux für Ramboy

### Spezialpreis der Akademie
- Barbara Fischer und Giles Foreman, Acting Coach[1]

### Ehrenpreis
- Ruth Waldburger[5]